# Málkov (Ústí nad Labem)
Málkov è un comune della Repubblica Ceca facente parte del distretto di Chomutov, nella regione di Ústí nad Labem.